# Jocelyn Arthur Barlow
Jocelyn Arthur Barlow, britanski general, * 28. avgust 1901, † 1975.